# Ana de Castro Osório

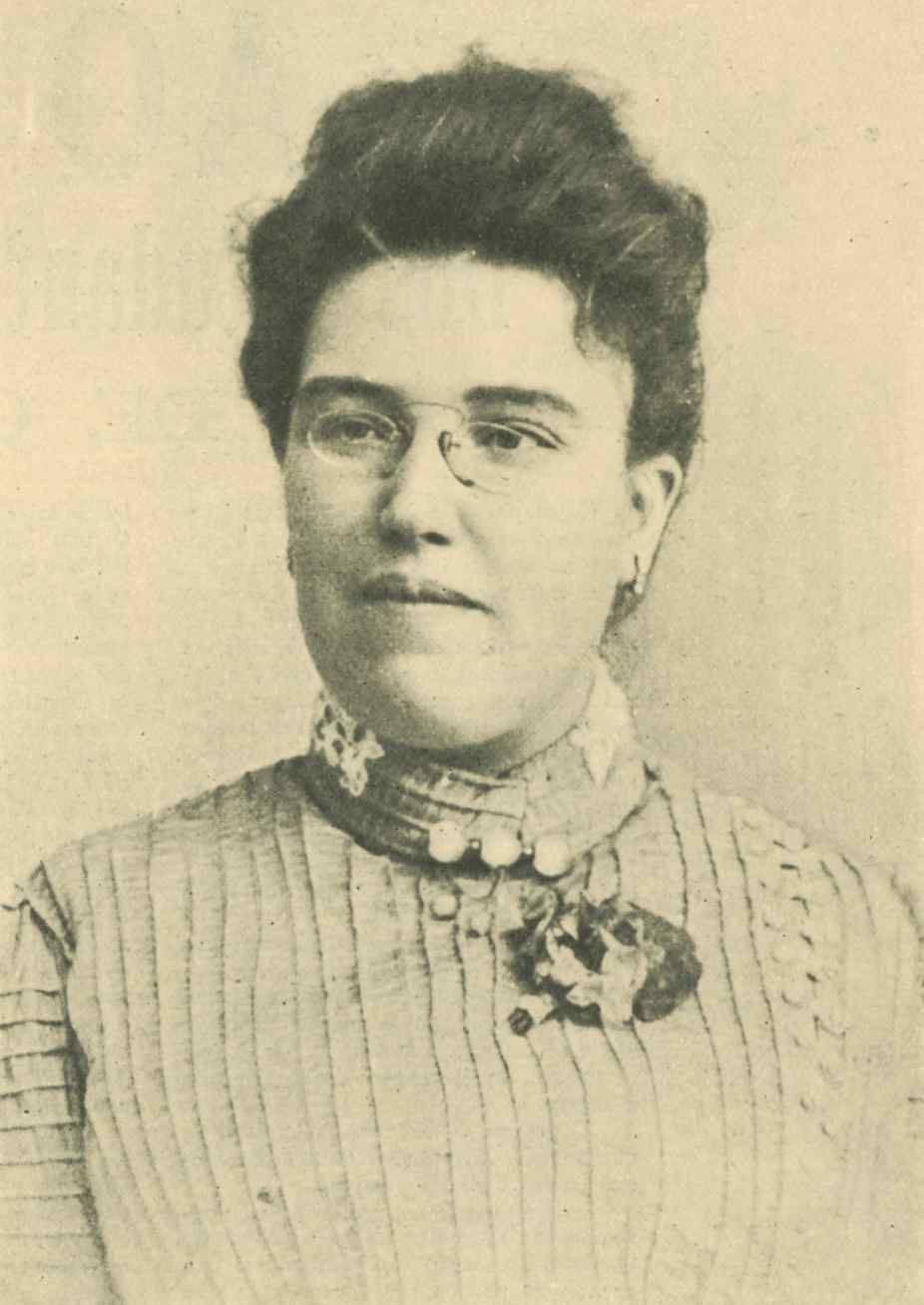
Ana de Castro Osório, um 1900

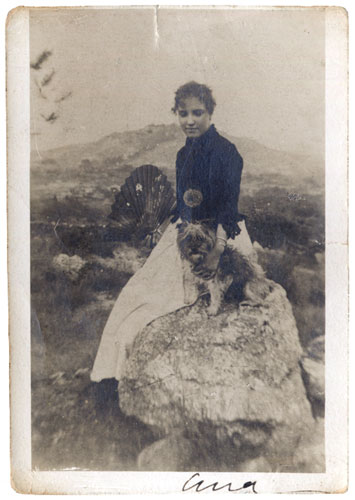
Ana de Castro Osório als junge Frau (Foto aus dem Nachlass von António Osório, Biblioteca Nacional de Portugal)

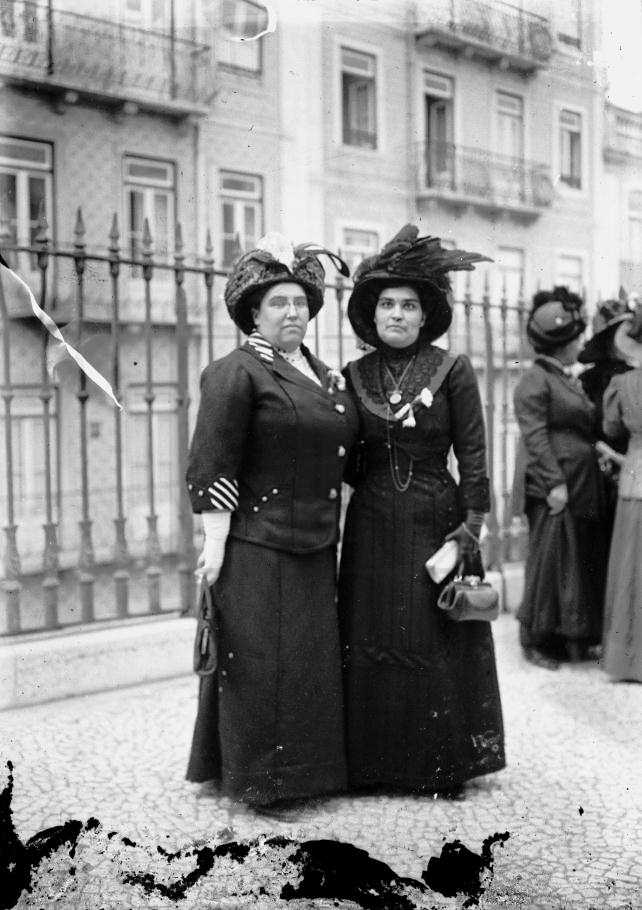
Carolina Beatriz Ângelo, die erste Wählerin in Portugal, mit Ana de Castro Osório, als Präsidentin der Liga Republicana das Mulheres Portuguesa. Foto veröffentlicht in der Zeitung O Século, 1911

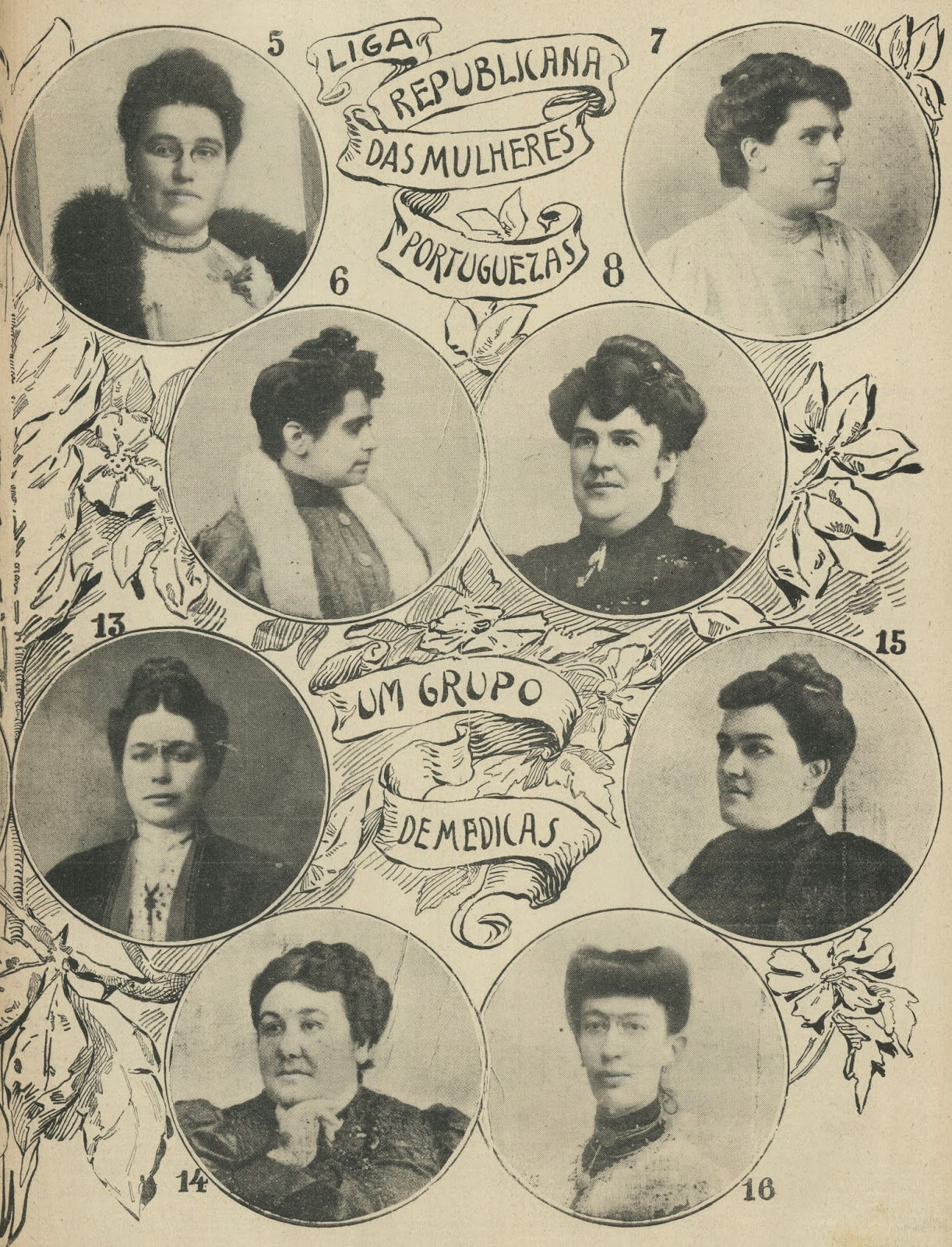
Beilage zur Zeitschrift O Século vom 12. Mai 1910 über die Suffragetten der Liga Republicana das Mulheres Portuguesas; 5 – Ana de Castro Osório; 6 – Maria Veleda; 7 – Beatriz Pinheiro; 8 – Maria Clara Correia Alves; 13 – Sofia Quintino; 14 – Adelaide Cabete; 15 – Carolina Beatriz Ângelo; 16 – Maria do Carmo Joaquina Lopes

Ana de Castro Osório (in der ersten Reihe rechts) mit weiteren Republikanern in dem Werk Pela República von Alfredo Roque Gameiro, 1909

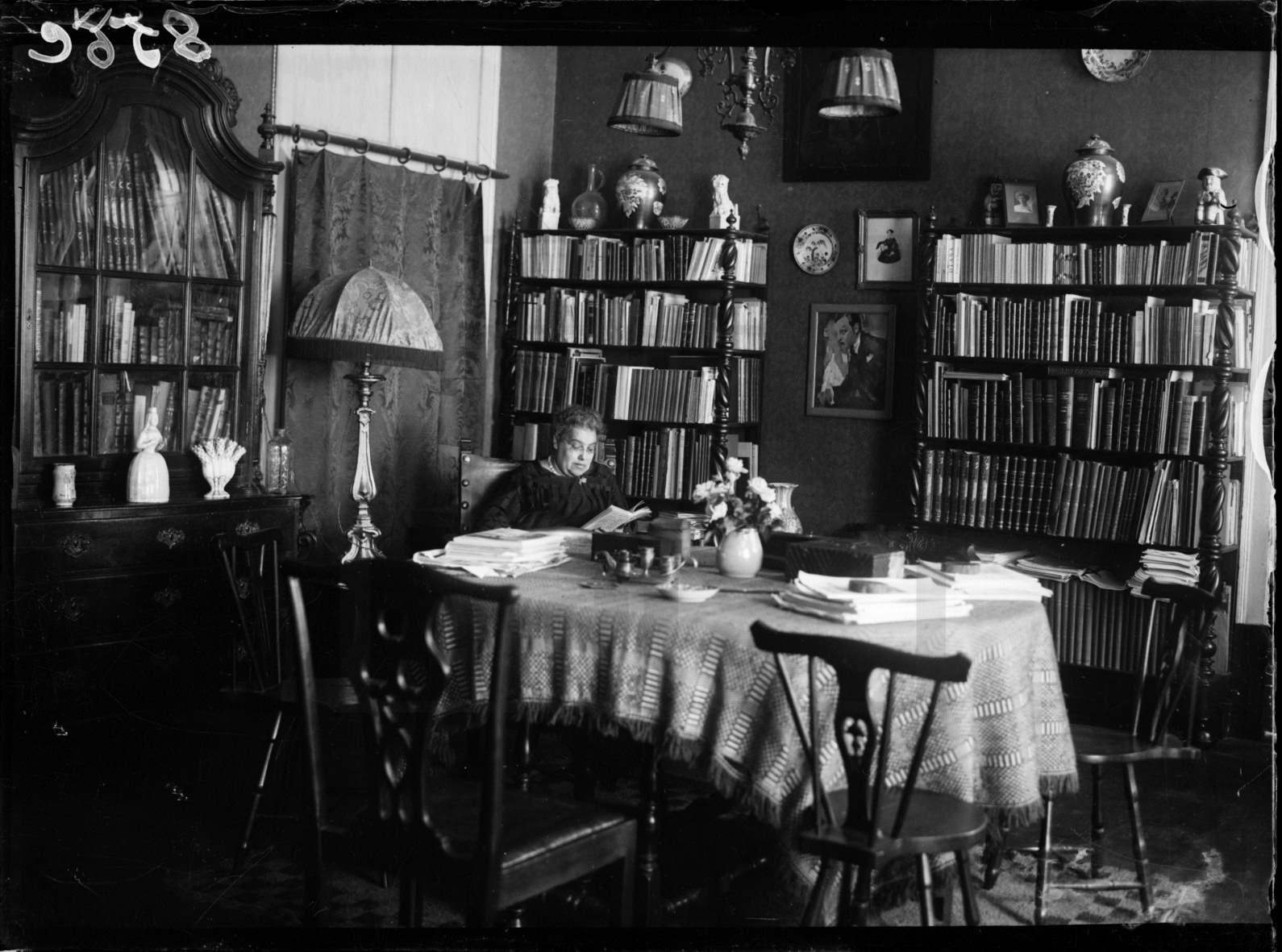
Ana de Castro Osório in ihrer privaten Bibliothek, 1928

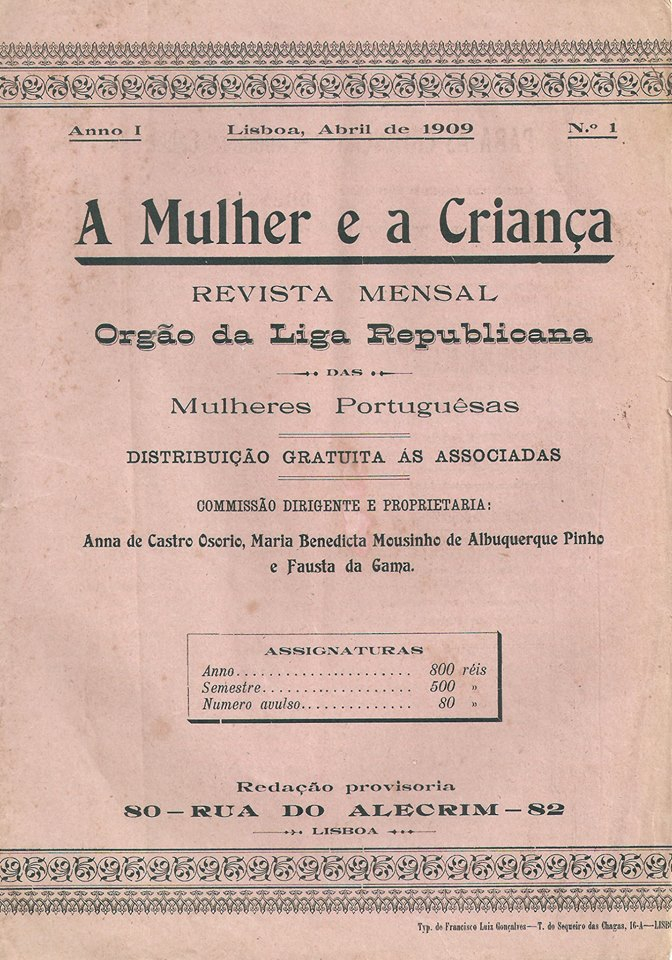
Monatszeitschrift A Mulher e a Criança, Publikationsorgan der Liga Republicana das Mulheres Portuguesas, 1909

Ana de Castro Osório (* 18. Juni 1872 in Mangualde; † 23. März 1935 in Sé, Lissabon) war eine portugiesische Schriftstellerin, insbesondere im Bereich der Kinderliteratur, Journalistin, Feministin und republikanische Aktivistin. Sie wurde mit dem Orden des heiligen Jakob vom Schwert in der Klasse Offizier und dem Orden für Unternehmerische Verdienste im Range eines Komturs ausgezeichnet.

## Leben
De Castro Osório wurde als Tochter von João Baptista de Castro (1845–1920), einem bekannten Bibliophilen, Notar und Richter aus Eucísia, Alfândega da Fé, und Mariana Adelaide Osório de Castro Cabral de Albuquerque Moor Quintins (1842–1917), einer feministischen Aktivistin aus São Jorge de Arroios, Lissabon, geboren. Ihre Mutter war die Tochter von Generalleutnant José Osório de Castro Cabral de Albuquerque (1799–1857), Gouverneur von Macau, und Ana Doroteia Moore Quintius, einer Niederländerin. Ihr Vater war der Richter, der 1911 den Antrag von Carolina Beatriz Ângelo auf Eintragung in das Wählerverzeichnis genehmigte, so dass sie die erste Frau wurde, die im Lande wählen durfte. De Castro Osório war die jüngste von vier Geschwistern und hatte drei ältere Brüder: Alberto Osório de Castro (1868–1946), João (1869–1939) und Jerónimo (1871–1935).
1895 begann De Castro Osório, die zu der Zeit in Setúbal lebte, ihre ersten Artikel in der Zeitschrift Mala da Europa zu veröffentlichen. Tomás Ribeiro, der Vater ihrer späteren Mitstreiterin Branca de Gonta Colaço, ermunterte sie öffentlich.
In den ersten Jahren des 20. Jahrhunderts engagierte sie sich für den Republikanismus und Frauenrechte und begann ihre Zusammenarbeit mit der Zeitschrift A Sociedade Futura, die von Maria Olga de Moraes Sarmento da Silveira und ihrem Ehemann Manuel João da Silveira gegründet wurde, um die Frauenbewegung im Land bekannt zu machen, gefolgt von einer weiteren Zusammenarbeit mit der Zeitschrift Jornal dos Pequeninos, der Monatszeitschrift der Liga Republicana das Mulheres Portuguesas („Republikanischer Portugiesischer Frauenbund“), mit A Mulher e a Criança, und kurz darauf mit der Zeitung O Radical in Setúbal, wo sie mit ihren Beiträgen in den Jahren 1910 und 1911 einen wichtigen Beitrag zur Diskussion leistete. Sie gründete die Escola Liberal de Setúbal und während einer Zeit in Lissabon die Lusitânia Editora Limitada gründete und zu einer wichtigen Verlegerin des Werks von Camilo Pessanha wurde. Sie veröffentlichte neben ihrem eigenen Namen unter verschiedenen Pseudonymen, darunter „Ann Moore“ und „Ana Doroteia Moore“ zu Ehren ihrer Großmutter mütterlicherseits.
Neben ihren journalistischen Arbeiten begann De Castro Osório auch verschiedene pädagogische Werke, Romane, Novellen, Kurzgeschichten und Kinderstücke zu schreiben, darunter die 18-bändige Sammlung Para as Crianças (1897–1935), die ihr eine führende Stellung Kinderliteraturautorin in Portugal einbrachte.
Am 10. März 1898 heiratete De Castro Osório im Alter von 25 Jahren Francisco Paulino Gomes de Oliveira (1864–1914), einen Dichter, Publizisten und Mitglied der Portugiesischen Republikanischen Partei in der Pfarrkirche Nossa Senhora da Anunciada in Setúbal. Jahre zuvor hatte sie den Heiratsantrag des Dichters Camilo Pessanha abgelehnt, blieb mit ihm bis zu seinem Tod 1926 befreundet. Aus der Ehe gingen zwei Kinder hervor, João (1899–1970) und José (1900–1964).
Um die Jahrhundertwende, im Jahr 1907, wurde sie Mitglied der Freimaurerloge Grande Oriente Lusitano und trat dann der rein weiblichen Le Droit Humain bei. Sie nahm den Freimaurernamen „Leonor Fonseca Pimentel“ an, zu Ehren von Eleonora Fonseca Pimentel.
1905 zog sie nach Lissabon und verfasste Às Mulheres Portuguesas, das erste portugiesische feministische Manifest. Danach trat sie der Grupo Português dos Estudos Feministas bei und gründete 1908 mit Unterstützung des republikanischen Politikers António José de Almeida die politische Organisation und Vereinigung Liga Republicana das Mulheres Portuguesas, zusammen mit den Ärztinnen und Frauenrechtlerinnen Carolina Beatriz Ângelo und Adelaide Cabete sowie anderen prominenten Frauen der portugiesischen Gesellschaft jener Zeit.
In dieser produktiven Zeit veröffentlichte sie mehrere Werke und Artikel mit politischem und sozialem Inhalt, unter anderem über Wahlrecht, Bildung, Arbeit und die Bedeutung der wirtschaftlichen Unabhängigkeit von Frauen im Falle, dass sie verlassen oder verwitwet wurden. Sie verfasste und verteilte unter dem Titel A Bem da Pátria („Zum Wohle des Vaterlandes“) kostenlose Broschüren über Erziehungs- und Hygienestandards für junge Mütter.
Unmittelbar nach der Gründung der Ersten Portugiesischen Republik arbeitete die Schriftstellerin zusammen mit dem damaligen Justizminister Afonso Costa an der Ausarbeitung eines Scheidungsgesetzes. Laut De Castro Osório war ein solches Gesetz „nicht notwendig, um diejenigen zu trennen, die getrennt sind und skrupellos ihrem Schicksal folgen, sondern um diejenigen zu befreien, die gefangen sind“. Die Verabschiedung des Gesetzes wurde zu einer der wichtigsten Errungenschaften der feministischen Bewegung in Portugal.
Einige Monate später kam es zu internen Konflikten innerhalb der Liga Republicana das Mulheres Portuguesas, insbesondere mit der Fraktion, die die militante Maria Veleda unterstützte und mit dem von De Castro Osório bei der portugiesischen Regierung eingereichten Vorschlag zur Änderung des Wahlgesetzes nicht einverstanden war, wonach nur Frauen, die Steuern zahlten, das Wahlrecht erhalten sollten. De Castro Osório trat von ihrem Amt als Präsidentin zurück und gründete zusammen mit unter anderen Carolina Beatriz Ângelo, Joana de Almeida Nogueira und Rita Dantas Machado die Associação de Propaganda Feminista.
Im Jahr 1911 reiste die Familie nach Brasilien, als De Castro Osórios Mann zum Konsul in São Paulo ernannt wurde. Sie arbeitete als Lehrerin und schrieb mehrere Bücher, darunter Lendo e Aprendendo und Lição de História, zwei Handbücher, die sowohl in brasilianischen als auch in portugiesischen Schulen verwendet wurden. Drei Jahre später, am 13. März 1914, starb Paulino de Oliveira an Tuberkulose. De Castro Osório kehrte mit ihren beiden Söhnen, João und José, nach Portugal zurück und ließ sich in Lissabon nieder.
Angesichts des drohenden Krieges in Europa gründete De Castro Osório 1914 zusammen mit Ana Augusta de Castilho, Antónia Bermudes und Maria Benedita Mouzinho de Albuquerque Pinho die Comissão Feminina Pela Pátria. Sie war die erste Einrichtung in Portugal, die Frauen für den Krieg mobilisieren sollte, und führte auf Initiative der Ärztin Sofia Quintino, die die gesamte Aktion koordinierte, die ersten Krankenpflegekurse in Portugal durch, die nicht von und für Nonnen abgehalten wurden. Später, mit Portugals Eintritt in den Ersten Weltkrieg, baute die Präsidentengattin Elzira Dantas Machado die Frauenkommission um und gründete die Cruzada das Mulheres Portuguesas, eine karitative Bewegung, die Soldaten und ihre Familien unterstützte.
Im Juni 1916 übernahm sie auf Ersuchen von António Maria da Silva, dem Minister für Arbeit und soziale Wohlfahrt, den Posten einer „Unterinspektorin für weibliche technische Arbeiterinnen“. Ihre Arbeit wurde mehrfach kritisiert, insbesondere von der Journalistin Adelaide Abrantes in der Zeitung A Voz, die den Sinn des Amtes insgesamt in Frage stellte: Ihrer Ansicht nach begünstige der Minister seine „Patentöchter“, die sich dann mit den Unternehmern verbündeten, indem sie die neuen, von der Regierung erlassenen Arbeitsgesetze nicht durchsetzten.
Am 17. Mai 1919 wurde sie mit dem Orden des heiligen Jakob vom Schwert in der Klasse Offizier und am 5. Oktober 1931 mit dem Orden für Unternehmerische Verdienste im Range eines Komturs ausgezeichnet.
In den folgenden Jahren schrieb De Castro Osório weiter und etablierte sich als national und in Brasilien anerkannte Schriftstellerin. 1922 kehrte sie nach Brasilien zurück und hielt eine Reihe von Vorträgen in Rio de Janeiro, São Paulo, Paraná und Rio Grande do Sul. Sie schrieb das Buch A Grande Aliança (1924) über diese Vorträge und wurde Mitarbeiterin der feministischen Zeitung O Corymbo.
Zum Ende der Ersten Portugiesischen Republik war sie von der politischen Situation in Portugal entmutigt und beschränkte sich auf ihre Arbeit für den Cruzada das Mulheres Portuguesas und ihre schriftstellerische Tätigkeit. Ana de Castro Osório starb am 1935 im Alter von 62 Jahren an einer Nierenentzündung. Sie wurde im Familiengrab auf dem Cemitério do Alto de São João beigesetzt. An ihrer Beerdigung nahmen verschiedene Persönlichkeiten teil, darunter Regina Quintanilha, Fernanda de Castro, Maria Veleda, João de Barros, António Sérgio, Aquilino Ribeiro, José Rodrigues Miguéis und Hernâni Cidade.
1976 benannte die Stadtverwaltung von Lissabon eine Straße im Stadtteil Carnide nach ihr. Weitere Straßen in den Gemeinden Montijo, Amadora, Amora, Mangualde, Sintra und Cascais sind nach ihr benannt. Die Lissaboner Stadtbibliothek im Stadtteil Belém hat eine nach ihr benannte Spezialbibliothek, Mangualde hat die Escola Básica dos 2.º e 3.º Ciclos Ana de Castro Osório.

## Werk
De Castro Osórios literarisches Werk umfasst mehr als fünfzig Titel, darunter Essays, Romane und Kurzgeschichten. Zu den bekanntesten Werken gehören: Em Tempo de Guerra (1918), A Verdadeira Mãe (1925), Viagens Aventurosas de Felício e Felizarda (1923), Grande Aliança (1924), Mundo Novo (1927), A Capela das Rosas (1931), O Príncipe das Maçãs de Oiro (1935) und Histórias Maravilhosas da Tradição Popular Portuguesa (2 Bände, erst 1952 zusammengestellt). Hinzu kommen die Werke für Kinder. Für Kinder erstellte sie eine umfangreiche Sammlung von Märchen aus der mündlichen Tradition des Landes sowie Übersetzungen mehrerer Märchen der Brüder Grimm und anderer ausländischer Autoren.
Sie arbeitete für diverse bedeutende Zeitschriften, darunter A Ave azul (1899–1900), Branco e Negro (1896–1898), Brasil-Portugal (1899–1914), A Leitura (1894–1896), Serões (1901–1911), A Farça (1909–1910) und Terra portuguesa (1916–1927).
De Castro Osório veröffentlichte 1920 Clepsidra, das einzige Buch von Camilo Pessanha, in dem von ihr gegründeten Verlag Edições Lusitânia.

## Veröffentlichungen (Auswahl)
Kinderliteratur-Serie Para as Crianças (1897–1935)
- Contos tradicionais portugueses, 10 volumes
- Contos, Fábulas, Facécias e Exemplos da Tradição Popular Portuguesa
- Contos de Grimm (Übersetzung aus dem Deutschen)
- Alma infantil
- Animais, 1903
- Boas crianças
- Branca-Flor e outros contos
- Branca-Flor e outras histórias
- O Príncipe Luís e outras Histórias, 1897
- O Esperto: e outras histórias
- Os Dez Anõezinhos Da Tia Verde-Água, 1897
- Histórias escolhidas (Übersetzung aus dem Deutschen)
- Viagens aventurosas de Felício e Felizarda ao Polo Norte, 1920
- Viagens aventurosas de Felício e Felizarda ao Brasil, 1923 (Online)

Kindertheater
- A comédia da Lili, 1903
- Um sermão do sr. Cura, 1907

Essays, Romane und Kurzgeschichten
- Infelizes: histórias vividas, 1892 (Online)
- A Garrett no seu primeiro centenário, 1899
- Ambições: romance. Lisboa, Guimarães Libânio, 1903 (Online)
- Bem prega Frei Tomás (Komödie), 1905
- Broschüren A Bem da Pátria
  - As mães devem amamentar seus filhos
  - A educação da criança pela mulher
- A nossa homenagem a Bocage, 1905
- Às mulheres portuguesas, 1905 (Online)
- A minha Pátria, 1906
- Quatro Novelas: A vinha, A feiticeira, Diário duma criança, Sacrificada, 1908 (Online)
- A boa mãe, 1908 (Online)
- A mulher no casamento e no divórcio, 1911 (Online)
- Em tempo de Guerra, 1918 (Online)
- De como Portugal foi chamado à Guerra: Histórias para Crianças, 1919 (Online)
- A Capela das Rosas, 1920
- Dias de Festa, 1921 (Online)
- A Princeza muda, 1921
- Casa de Meu Pai, 1922
- A Grande Aliança: A Minha Propaganda no Brasil. Lisboa: Ed. Lusitania, 1922 (Online)
- Esperteza dum Sacristão, 1922
- O Livrinho Encantador, 1924
- O direito da mãe, 1925 (Online)
- A verdadeira Mãe, 1925
- Mundo Novo, 1927
- O Príncipe das Maçãs de Oiro, conto infantil, 1935